# Marten Cumberland
Pour les articles homonymes, voir Cumberland.
Marten Cumberland, né à Londres le 23 juillet 1892 et décédé à Dublin en 1972, est un auteur britannique de roman policier.

## Biographie
Après ses études dans le Surrey, il occupe un emploi à la Bourse de Londres. Pendant la Première Guerre mondiale, il sert comme opérateur radio dans la marine marchande. À la fin du conflit, il travaille successivement pour plusieurs journaux et maisons d’éditions en qualité de rédacteur. Il compose également quelques nouvelles policières pour divers magazines. Devenu journaliste-pigiste à partir de 1924, il publie l’année précédente un premier roman situé dans le milieu du théâtre, Behind the Scenes : a novel of the stage, écrit en collaboration avec B. V. Shann. En 1926, les deux comparses écrivent un premier roman policier, Sans merci, puis un second en 1935.
Entre-temps, Marten Cumberland, seul, fait paraître plusieurs romans policiers sans héros récurrent, puis il crée en 1940 le commissaire français Saturnin Dax qui apparaît dans une trentaine de whodunits classiques ayant Paris comme toile de fond. Dans ses enquêtes, Dax multiplie les bourdes, mais compte pour les corriger sur son assistant à demi anglais (gage de sa supériorité d’esprit !), le dynamique brigadier Felix Norman. Le chauvinisme anglais et les préjugés contre la France de cette série standard sont ici tempérés par un humour pince-sans-rire, où le ridicule du héros le rend presque sympathique, et un réel approfondissement de la psychologie des criminels. En somme, Cumberland accorde à son Saturnin Dax certains traits conjugués des caractères du Hercule Poirot d'Agatha Christie et du Maigret de Georges Simenon.
À partir de 1951, Marten Cumberland signe du pseudonyme Kevin O’Hara une seconde série mettant en scène le détective privé Chico Brett. Mi-Argentin mi-Irlandais, ce dur-à-cuire, qui évolue dans les milieux branchés de Londres, est mêlé à des affaires dignes du roman noir.
Dans ses dernières années, Marten Cumberland s’était installé à Dublin. Il y meurt en 1972.

## Œuvre

### Romans

#### Série Saturnin Dax
- Someone Must Die (1940)
- Questionable Shape (1941)
- Quislings Over Paris (1942) Publié en français sous le titre Rendez-vous au pavillon vert, Paris, Librairie des Champs-Élysées, Le Masque no 467, 1954
- The Knife Will Fall (1943) Publié en français sous le titre Le couteau tombera, Paris, Librairie des Champs-Élysées, Le Masque no 480, 1954
- Not Expected to Live (1945)
- Steps in the Dark (1945)
- A Lovely Corpse (1946)
- Hearsed in Death ou  A Dilemma for Dax (É.-U.) (1947)
- And Worms Have Eaten Them ou Hate Will Find a Way (É.-U.) (1948) Publié en français sous le titre Saturnin Dax est enrhumé, Paris, Librairie des Champs-Élysées, Le Masque no 451, 1953
- And Then Came Fear (1949) Publié en français sous le titre La Mort d’un poète, Paris, Librairie des Champs-Élysées, Le Masque no 412, 1952
- On the Danger List (1950)
- Policeman's Nightmare (1950) Publié en français sous le titre Un cauchemar pour la police, Paris, Librairie des Champs-Élysées, Le Masque no 397, 1951
- Confetti Can Be Red ou The House in the Forest (É.-U.) (1951) Publié en français sous le titre Éclipse d’une lune de miel, Paris, Dupuis, Bibliothèque jaune no 107, 1957
- The Man Who Covered Mirrors (1951) Publié en français sous le titre L’Homme qui masquait les miroirs, Paris, Librairie des Champs-Élysées, Le Masque no 494, 1955
- Booked for Death ou Grave Consequences (É.-U.) (1952)
- Fade Out the Stars (1952)
- One Foot in the Grave (1952)
- The Charge is Murder (1953)
- Etched in Violence (1953) Publié en français sous le titre La Doublure, Paris, Librairie des Champs-Élysées, Le Masque no 599, 1957
- Which of Us Is Safe?  ou  Nobody is Safe (É.-U.) (1953)
- The Frightened Brides (1954)
- Until Death Utterly (1954)
- Lying at Death's Door (1956)
- Far Better Dead!  (1957)
- Hate for Sale (1957)
- Out of This World (1958)
- Murmurs in the Rue Morgue (1959)
- Remains to Be Seen (1960)
- There Must Be Victims (1961)
- Attention! Saturnin Dax (1962)
- Postscript to Death (1963)
- Hate Finds a Way (1964)
- The Dice Were Loaded (1965)
- No Sentiment in Murder (1966)

#### Autres romans policiers
- Loaded Dice  (1926), en collaboration avec B. V. Shann Publié en français sous le titre Sans merci, Paris, Librairie des Champs-Élysées, Le Masque no 83, 1931
- The Perilous Way (1926) Publié en français sous le titre Le Manoir de Tapling, Paris, Librairie des Champs-Élysées, Le Masque no 32, 1929
- The Dark House (1935)
- Devil's Snare (1935)
- The Impostor (1935)
- Murder at Midnight (1935), en collaboration avec B. V. Shann
- Shadowed (1936)
- Bird of Prey (1937)
- The Testing of Tony (1943)
- Everything He Touched (1945)
- Darkness As a Bride (1947)
- The Crime School (1949)[1] Publié en français sous le titre L'École du crime, Paris, Librairie des Champs-Élysées, Le Masque no 47, 1929

#### Romans non-policiers
- Behind the Scenes : a novel of the stage (1923), en collaboration avec B. V. Shaunn
- The Sin of David (1932)

#### Série Chico Brett, signée Kevin O'Hara
- The Customer's Always Wrong (1951)
- Exit and Curtain (1952)
- Sing, Clubman, Sing! (1952)
- Always Tell the Truth (1953)
- It Leaves Them Cold (1954)
- Keep Your Fingers Crossed (1955)
- The Pace That Kills (1955)
- Women Like to Know (1957)
- Danger: Women at Work!  (1958)
- Well, I'll Be Hanged!  (1958)
- And Here Is the Noose!  (1959)
- Taking Life Easy	(1961)
- If Anything Should Happen (1962)
- Don't Tell the Police (1963)
- Don't Neglect the Body (1964)
- It's Your Funeral (1966)

### Nouvelles

#### SérieLoreto Santos
- The Diary of Death (1928) Publié en français sous le titre Le Journal de la morte, Paris, Opta, Mystère magazine no 13, février 1949 ; réédition dans 25 histoires de chambres closes, Nantes, L’Atalante, 1997
- Mate in Three Moves (1929)

#### Autres nouvelles
- Something Attempted (1921)
- The Man Behind (1921)
- The Burglar and the Baby (1922)
- His Other Self (1922)
- A Traitor in Their Midst (1923)
- Mr. Ponting’s Trousers (1927), en collaboration avec Homer Croy
- How It Should Be Done (1939)
- One False Note (1963)
- Or Not to Be... (1964)
- Red for Death (1966)
- The Voice (1966)
- Unsound Move (1967)

### Théâtre
- Inside the Room (1934)
- Climbing (1937)
- Men and Wife (1937)
- Believe it or Not (1938)
- Baxter’s Second Wife (1949), en collaboration avec Claude Houghton

### Autres publications
- The New Economics (1922), en collaboration avec Raymond Harrison
- How to Write Serial Fiction (1928)

## Sources
- Jacques Baudou et Jean-Jacques Schleret, Le Vrai Visage du Masque, vol. 1, Paris, Futuropolis, 1984, 476 p. (OCLC 311506692), p. 143-144.
- Anne Martinetti, "Le Masque" : histoire d'une collection, Amiens, Encrage, coll. « Références » (no 3), 1997, 143 p. (ISBN 978-2-906389-82-3), p. 66-67.
- (en) John M. Reilly (Ed.), Twentieth-century crime and mystery writers, New York, St. Martin's Press, coll. « Twentieth-century writers of the English language », 1982 (réimpr. 1991), 2e éd., 1568 p. (ISBN 978-0-312-82417-4, OCLC 6688156).